# Regiones administrativas del estado de Hidalgo

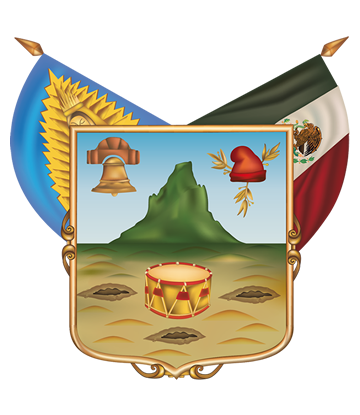
Escudo del estado de Hidalgo.

El estado de Hidalgo se encuentra dividido en diecisiete regiones administrativas; estas regiones son para poder realizar una mejor planeación en desarrollo estatal.

## Historia
El 23 de diciembre de 1989, se determinaron ocho regiones; para el 22 de julio de 1996, se determinaron trece regiones de desarrollo; el 26 de julio de 2004, se creó catorce regionales y tres subregiones. En 2011 para el gobierno de José Francisco Olvera Ruiz, se emitió el Decreto que determina la regionalización de los municipios del Estado libre y soberano de Hidalgo. El 25 de diciembre de 2017 se publica en el Periódico Oficial del Estado de Hidalgo una nueva racionalización para el gobierno de Omar Fayad. La regionalización está definida por la agrupación de los municipios en tres niveles: I. Nivel Macrorregional; II. Nivel Operativo; y III. Nivel Microrregional.